# Louis Farges
Pour les articles homonymes, voir Farges.
Louis Farges, né le 12 octobre 1858 à Aurillac et mort le 2 février 1941 dans la même ville, est un archiviste, un diplomate et un homme politique français.

## Biographie
Il était le cousin d'Émile Duclaux. 
Il suit ses études au collège d'Aurillac, puis à l'École des chartes à Paris.
Archiviste paléographe, chef du bureau historique du Ministère des affaires étrangères (en 1895), consul de France à Carthagène, puis à Bâle.
En 1898, il contribue au développement du tourisme dans le Cantal en créant des syndicats d'intitiatives à Aurillac à Aurillac et Vic, puis publie la même année, avec Marcellin Boule, le Guide Bleu Le Cantal.
Il est élu député du Bloc national entre 1919 et 1924, et succède à Maurice Barrès en 1923 à la commission des Affaires étrangères.
Il est également élu conseiller général du canton de Vic-sur-Cère, mandat qu'il perd en 1925.
Il devient après la Première Guerre mondiale président de la Société de la Haute-Auvergne, dont il avait été membre du conseil d'administration dès sa création.
Amateur de littérature et de poésie romane, et familier du mouvement félibrige, il contribue en 1894 à fonder l'École auvergnate (Escolo oubergnato), avec Marcellin Boule et Arsène Vermenouze.
Il est inhumé au cimetière Massigoux d'Aurillac.

## Publications
- Étude sur les chartes communales de l'Auvergne, thèse de l'École des chartes;
- Stendhal diplomate: Rome et l'Italie de 1829 à 1842.
- L'Infante Isabelle de Portugal et ses dix-sept prétendants (1669-1690,
- Le Cantal, Guide Bleu, avec Marcellin Boule, Paris, Hachette, 1898. (réédition 1994, Éditions du Bastion)
- La Haute-Auvergne, une description et une histoire, 1928, Aurillac, USHA, in-4°.
- Ma terre. Vision et souvenirs de l'Auvergne et du Massif Central, Rodez, Carrère, 1932, in-12°., 210 p.

## Distinctions
- Officier de la Légion d'honneur